# سانتا ماريا دي مونتسيرات
سانتا ماريا دي مونتسيرات هو دير للرهبنة البندكتية يقع على جبل مونتسيرات في بلدية مونيسترول دي مونتسيرات قرب مدينة برشلونة في منطقة كتالونيا شمال شرق إسبانيا. يؤوي الدير نصب سيدة مونتسيرات، وكذلك منشورات "de l'Abadia de Montserrat"، وهي دار نشر تعد إحدى أقدم دور النشر التي لا زالت تعمل في العالم، إذ نشرت أول كتابٍ لها في عام 1499. يقع الدير على مسافة 48 كيلومتراً غرب برشلونة في جبل مونتسيرات (كلمة تعني "الجبلة المُسنَّن")، ويمكن الوصول إليه بالسيارة أو القطار أو التلفريك.
يعد دير سانتا ماريا دي مونتسيرات أهم ملجأ ديني في كتالونيا، وتتوافد إليه على الدوام مجموعات من شباب برشلونة في مسيراتٍ ليلية، يجب على كل شابٍ أن يقوم بها لمرة واحدة على الأقل في حياته، حيث يشاهد شروق الشمس من أعالي جبل مونتسيرات. كذلك فإن نصب سيدة مونتسيرات (العذراء السوداء) المعروف يقع في الدير، قرب مقر الدير البندكتي بين جروف ومنحدرات الجبل. إضافةً إلى ذلك، يقع مقر فرق أولاد مونتسيرات (وهي إحدى أقدم فرق المراسم الدينية والصلوات الجماعية في أوروبا) في الدير.

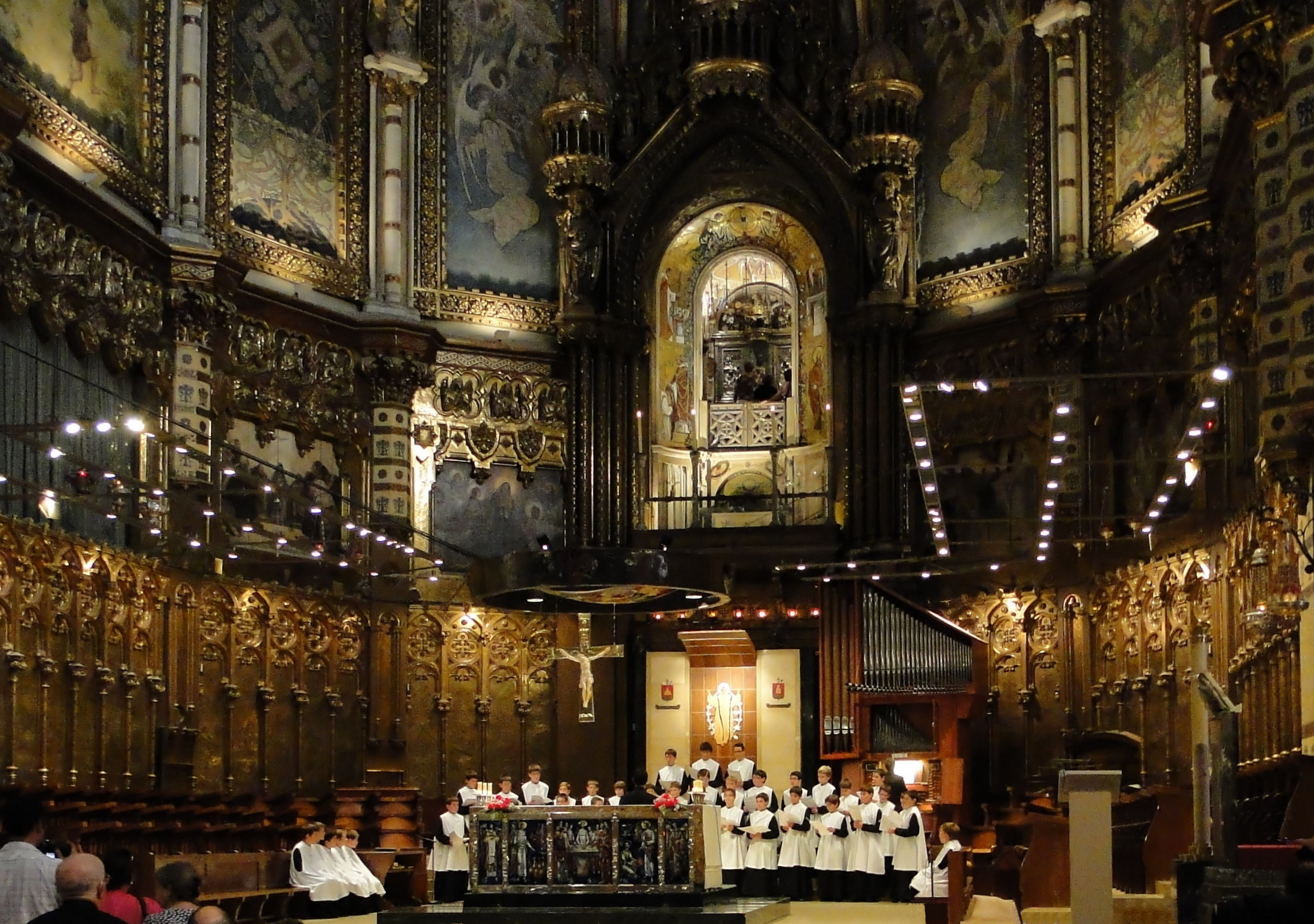
الدير من الداخل.

يقع الدير على ارتفاع 1,236 متراً فوق مستوى سطح الوادي، وهو يُمثِّل أعلى نقطةٍ في المنخفضات الكتالانية، ويتمركز في وسط المنطقة الأكثر اكتظاظاً بالسكان في كتالونيا.. ويؤوي دير سانتا ماريا دي مونتسيرات متحفاً يعرض أعمالاً فنية قام بها الكثير من الرسامين والنحاتين المعروفين، ومنهم إل غريكو وسلفادور دالي وبابلو بيكاسو وغيرهم.

## التاريخ الحديث
شهدت الحرب الأهلية الإسبانية قمعاً عنيفاً في دير مونتسيرات، وخلال ذلك قتل فيه 278 راهباً و583 رجل دين في كتالونيا، كان منهم 22 راهباً من دير سانتا ماريا دي مونتسيرات.
خلال حقبة فرانثيسكو فرانكو، تحوَّل دير مونتسيرات إلى ملجأٍ لطلاب العلم والفنانين والسياسيّين، وكثيراً ما كان رجال فرانكو يقبعون على مسافة بضعة كيلومتراتٍ أسفل الطريق ينتظرون المطلوبين ليغادروا الدير. بدءاً من أربعينيات القرن العشرين، اعتبر دير مونتسيرات رمزاً للقومية الكتالانية، وفي السابع والعشرين من أبريل عام 1947 أقيم حفلٌ كبير في ذكر عذراء مونتسيرات، حضره أكثر من 100 ألف شخص، وقد تليت الصلوات خلاله باللغة الكتالانية تحدياً لسياسات الحكومة.
اعتصم 300 شخصٍ من الفنانين والأكاديميين في عام 1970 بدير مونتسيرات احتجاجاً على حكم الإعدام الذي أصدرته السلطات بحقّ 18 ناشط إيتا من برغش، وردت قوات الشرطة على ذلك بمحاصرة الدير. ورغم أن الاعتصام انفضَّ لاحقاً، إلا إنَّه تمكن من إلغاء قرار الإعدام.